# Willard de Barranquilla
Willard de Barranquilla fue un equipo de béisbol de la Liga Colombiana de Béisbol Profesional con sede en la ciudad de Barranquilla. Participando en la Liga desde la temporada 1953 hasta la temporada 1957-58, obteniendo un título y tres subcampeonatos. Reapareció en el inicio de la segunda época del béisbol colombiano desde 1979-80 hasta la temporada 1982-83 sin obtener títulos completando así 10 temporadas en total. 

## Historia

### Primera época
Su primera participación se dio en la temporada de 1953 obteniendo el subcampeonato después de haber finalizado la temporada regular como favorito con 35 victorias y 17 derrotas y una ventaja de 5,5 juegos sobre el segundo puesto. En la siguiente edición no finalizó en el tercer lugar de la temporada regular con 31 victorias y 29 derrotas a 3 juegos del líder sin lograr llegar a la final.
El título llegaría en la temporada 1954-55 finalizando nuevamente como favorito en la temporada regular con 41 victorias y 24 derrotas y una ventaja de 5,5 juegos sobre el segundo puesto consiguiendo así su único título en su historia dejando a Jhon Waters con el récord de Hits en una temporada hasta ese entonces con 79 imparables. En la temporada siguiente finalizó tercero en la fase regular con 31 victorias y 33 derrotas a 7,5 juegos del líder sin embargo  Marvin Breeding colocaría un nuevo récord de Hits en una temporada con 86 imparables el cual no sería superado hasta 1983.
En la temporada 1956-57 logró el subcampeonato con 35 victorias y 31 derrotas estando a 2 juegos del líder dejando como récord a Michael June con 52 carreras impulsadas el cual no sería superado hasta 1983. La temporada siguiente repitió subtítulo con 32 victorias y 28 derrotas a 3 juegos del líder, cerrando así la primera época del béisbol en Colombia.

### Segunda época
Su reaparición llegó con el inicio de la segunda época del béisbol colombiano en 1979-80 ocupó el segundo lugar durante la temporada regular con 26 victorias y 25 derrotas pero no logró avanzar al Play Off Final. La temporada siguiente con un total de cinco equipos en la temporada regular finalizó cuarto 28 victorias y 32 derrotas pero sin poder avanzar al Play Off final siendo eliminado en la fase previa  pero dejando un récord hasta el día de hoy por Antonio Batista con 8 triples en una fase regular.
En la temporada 1981-82 finalizó tercero en la fase regular con 32 victorias y 26 derrotas siendo eliminado en la fase siguiente. La temporada siguiente siendo tercero en la fase regular con 30 victorias y 34 derrotas avanzó hasta el Play Off Final pero perdiendo ante Café Universal de Barranquilla siendo esta su última participación en la Liga.

## Jugadores destacados
- Belly Meyer jugador con más juegos ganados con 16 victorias y 1 derrota en 1954-55 (récord histórico)
- Marvin Breeding jugador con más hits en 1955-56 con 86.
- Mitch Webster jugador con más dobles en 1981-82 con 17.
- Antonio Bautista jugador con más triples en 1980-81 con 8. (récord histórico)
- Horace Garner jugador con más jonrones en 1954-55 con 18 (compartido)
- Jhon Waters jugador con más bases robadas en 1954-55 con 25.

## Palmarés
- Campeón: (1) 1954-55
- Subcampeón: (4) 1953, 1956-57, 1957-58, 1982-83